# Cuyúni–Mazarúni
Cuyúni–Mazarúni (Região 7) é uma região da Guiana Essequiba, que faz fronteira com as regiões de Barima–Waini, Ilhas do Essequibo–Demerara Ocidental e Pomeroon–Supenaam ao norte, com a região de Alto Demerara–Berbice a leste, com a região de Potaro–Siparúni e Brasil ao sul e com a Venezuela a oeste.
A capital de Cuyúni–Mazarúni é Bartica. Além da capital, as principais cidades são Issano, Isseneru, Kartuni Peters Mine, Arimu Mine, Kamarang, Keweigek, Imbaimadai, Tumereng e Kamikusa.
A região possui uma área de 47.213 km² e no censo de 1991 possuia uma população de 17.941.
Antes da reforma administrativa de 1980, a maior parte da região pertencia ao distrito de Mazarúni–Potaro.